# The Hitch-Hiker (verhaal)
The Hitch-Hiker, in het Nederlands vertaald als De lifter, is een kort verhaal van schrijver Roald Dahl. Het verhaal werd voor het eerst gepubliceerd in 1977, in het Amerikaanse magazine The Atlantic Monthly. In datzelfde jaar verscheen het samen met zes andere verhalen van Dahl in The Wonderful Story of Henry Sugar and Six More. Het verhaal gaat over een vreemde lifter.

## Plot
De verteller rijdt in een gloednieuwe BMW-auto waar hij erg trots op is. Hij is op weg naar Londen, wanneer hij een lifter oppikt. Het is een man met een wat ratachtig voorkomen maar met heel mooie en lange vingers. De lifter zegt dat hij voor paardraces naar Epsom gaat, omdat het Derby Day is. De lifter zegt niet waarom hij gaat, maar hij zegt wel dat hij niet gaat bieden.
De lifter vraagt aan de verteller die in de BMW rijdt, wat de topsnelheid van de auto is, waarop de verteller 129 mph antwoordt. De lifter gelooft dit niet en daagt de verteller uit om het te bewijzen. Wanneer de verteller 120 mph bereikt, wordt hij aangehouden door een politieagent. De agent dreigt met een lange gevangenisstraf en confiscatie van de auto, en geeft de verteller een flinke boete. De agent vraagt de lifter om zijn adres en beroep, op welk moment de lifter uitlegt dat hij een hod carrier is. De politieman zegt dat hij beiden gaat controleren. Na het gesprek met de agent is de verteller bezorgd, vanwege de dreiging van de agent. De auteur vraagt de lifter waarom hij gelogen tegen de politie over het feit dat hij een hod carrier is, want de lifter vertelde eerder dat hij een bekwaam vakman is. De lifter antwoordt niet op de vraag, en rolt binnen vijf seconden een sigaret in zijn mond.
De verteller merkt de snelheid waarmee de lifter de sigaret in zijn mond heeft gedaan, en vraagt aan de lifter hoe hij dat voor elkaar krijgt. De lifter zegt het hebben te danken aan zijn lange, dunne, fantastische vingers. De lifter haalt dingen uit zijn zakken, die eigendom zijn van de verteller. De verteller denkt dat de lifter een zakkenroller is. De lifter gebruikt liever een ander woord voor wat hij doet dan zakkenroller, namelijk "vingersmid" (fingersmith), omdat zakkenrollen zulke amateuristische zaken inhoudt zoals het bestelen van oude dametjes.
Dan haalt de lifter het boekje van de politieagent uit zijn zak, waar de agent boetes genoteerd heeft. De verteller is nu diep onder de indruk. Ze besluiten om langs de weg te stoppen en een vreugdevuur te maken met het gestolen boekje van de agent.